# Quảng Tân, Quảng Ninh
Quảng Tân là một xã thuộc tỉnh Quảng Ninh, Việt Nam.

## Địa lý
Xã Quảng Tân nằm ở trung tâm huyện Đầm Hà, có vị trí địa lý:
- Phía đông giáp xã Tân Bình
- Phía tây giáp xã Dực Yên và xã Quảng An
- Phía nam giáp thị trấn Đầm Hà và xã Tân Lập
- Phía bắc giáp xã Quảng Lâm.

Xã Quảng Tân có diện tích 15,41 km², dân số năm 2018 là 5.103 người, mật độ dân số đạt 331 người/km².

## Lịch sử
Địa bàn xã Quảng Tân hiện nay trước đây là hai xã Mộc Bài và Đầm Hà Động thuộc huyện Đầm Hà.
Ngày 4 tháng 6 năm 1969, huyện Đầm Hà sáp nhập với huyện Hà Cối thành huyện Quảng Hà, các xã Mộc Bài và Đầm Hà Động thuộc huyện Quảng Hà.
Ngày 16 tháng 1 năm 1979, Hội đồng Chính phủ ban hành Quyết định 17-CP. Theo đó, đổi tên xã Mộc Bài thành xã Quảng Tân và đổi tên xã Đầm Hà Động thành xã Quảng Lợi.
Ngày 29 tháng 8 năm 2001, huyện Quảng Hà được chia lại thành hai huyện Hải Hà (Hà Cối cũ) và Đầm Hà, các xã Quảng Tân và Quảng Lợi thuộc huyện Đầm Hà.
Ngày 12 tháng 6 năm 2006, Chính phủ ban hành Nghị định số 58/2006/NĐ-CP. Theo đó, điều chỉnh 24,45 ha diện tích tự nhiên và 355 người của xã Quảng Tân về thị trấn Đầm Hà quản lý.
Sau khi điều chỉnh, xã Quảng Tân còn lại 562,75 ha diện tích tự nhiên và 2.068 người.
Trước khi sáp nhập, xã Quảng Tân có diện tích 6,03 km², dân số là 2.815 người, mật độ dân số đạt 467 người/km². Xã Quảng Lợi có diện tích 9,38 km², dân số là 2.288 người, mật độ dân số đạt 244 người/km².
Ngày 17 tháng 12 năm 2019, Ủy ban thường vụ Quốc hội ban hành Nghị quyết số 837/NQ-UBTVQH14 về việc sắp xếp các đơn vị hành chính cấp huyện, cấp xã thuộc tỉnh Quảng Ninh (nghị quyết có hiệu lực từ ngày 1 tháng 1 năm 2020). Theo đó, sáp nhập toàn bộ diện tích và dân số của xã Quảng Lợi vào xã Quảng Tân.

## Hồ chứa nước Đầm Hà Động
Công trình thủy lợi hồ chứa nước Đầm Hà Động tại xã Quảng Lợi, được khởi công xây dựng ngày 12/4/2006 với tổng số vốn đầu tư trên 500 tỷ đồng, từ nguồn vốn trái phiếu Chính phủ và vốn ngân sách địa phương. Đến tháng 12/2011, công trình được hoàn thành.
Nằm trên sông Đầm Hà, hồ Đầm Hà Động có nhiệm vụ cung cấp nước tưới cho gần 3.500ha đất canh tác, tạo nguồn cấp nước sinh hoạt cho 29.000 người, ngăn lũ, cải tạo khí hậu vùng.